# María Josefa Carón

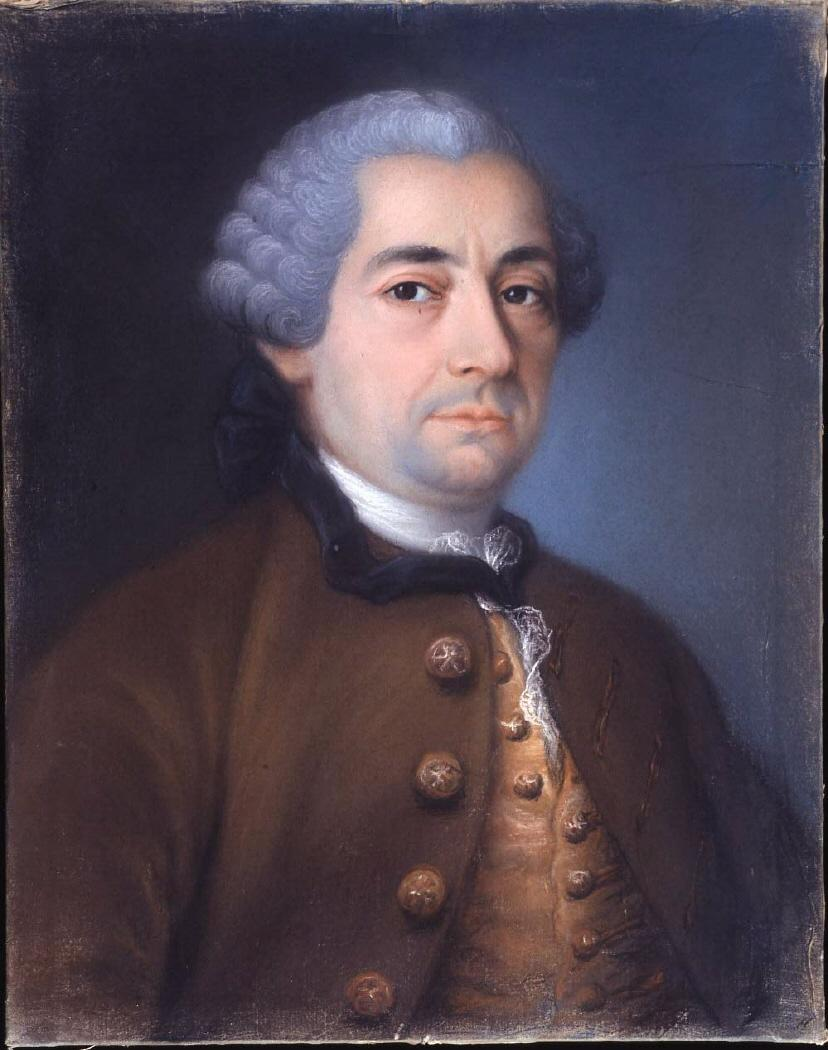
Retrat de Diego Villanueva (Museu de la Reial Acadèmia de Belles Arts de San Fernando), pintat per l'autora.

María Josefa Carón (París, 1725 - Madrid, 1824) va ser una pintora espanyola que va arribar a ser nomenada Acadèmica de Mèrit en 1761 en la Reial Acadèmia de Belles Arts de San Fernando.
A mitjan segle XVIII, era bastant usual que moltes dames aristocràtiques van practicar activitats artístiques com a entreteniment. Això va fer que quan en 1752 s'instaura la Reial Acadèmia de Sant Fernando amb Antón Rafael Mengs, moltes d'aquestes aristòcrates van entrar a formar part de l'Acadèmia aconseguint en molts casos el títol d'“acadèmica de mèrit”, títol que no era equiparable al que rebien els homes ni en qualitat, ni en prestigi. María Josefa Carón va ser una d'aquestes dames que va passar a ser nomenada en 1761 “Acadèmica de mèrit”.
No es pot perdre de vista les limitacions que l'educació artística de les dones sofria en aquesta època, en la qual les artistes no podien assistir a les classes de dibuix de nu en l'acadèmia, ni a altres classes d'aprenentatge de tècniques artístiques, ja que tan solament se'ls permetia realitzar temes considerats “femenins”, per evitar qualsevol transgressió de les normes socials i morals de la societat del moment.
Entre les obres de María Josefa Carón destaca el retrat d'En Diego Villanueva, que es troba al Museu de la Reial Acadèmia de Belles arts de San Fernando.